# Dawn (sonda espacial)
A missão Dawn, consistia numa sonda espacial norte-americana, que foi lançada pela NASA em 27 de setembro de 2007 e que foi gerenciada pelo Laboratório de jato-propulsão – JPL, do estado da Califórnia, Estados Unidos. Essa sonda espacial teve a finalidade de estudar o asteroide Vesta e o planeta anão Ceres. Esses dois corpos celestes pertencem ao Cinturão de Asteroides situados entre Marte e Júpiter.
Eles são os maiores asteroides do nosso Sistema Solar e são por vezes denominados de protoplanetas (planetas embriões) e pensa-se que permaneceram intactos desde a sua formação. A missão Dawn está incluída no programa da NASA denominado de Programa Discovery.

## A missão Dawn

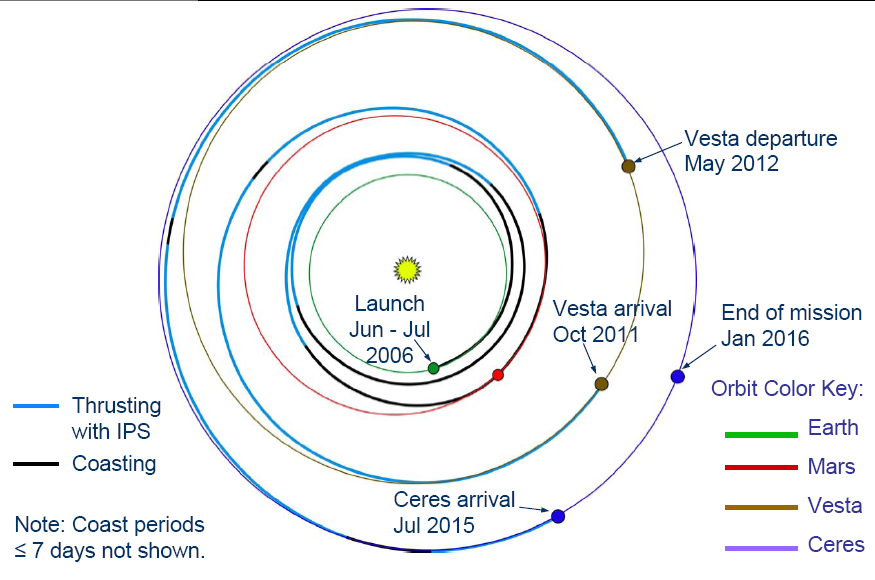
Trajetória da sonda Dawn

O objetivo primário desta missão científica era o de entender o nosso Sistema Solar através destes dois protoplanetas. Observações conduzidas a partir da Terra indicam que eles têm uma composição bastante diferente um do outro e que permaneceram intactos desde a sua formação, isso há cerca de 4600 milhões de anos.
Inicialmente a nave espacial Dawn deveria interceptar e orbitar próximo ao protoplaneta Vesta por oito meses e conduzir observações remotas utilizando um conjunto de instrumentos científicos a bordo da sonda. Depois esta sonda deverá partir e se dirigir rumo a Ceres para fazer os mesmos tipos de observações.
A sonda Dawn foi a primeira nave espacial com finalidade puramente científica, a ser impulsionada por um propulsor de íons, considerado o mais avançado e eficiente sistema de propulsão no espaço.
Este motor forneceu propulsão adicional a sonda para atingir a Vesta após a sua separação do seu foguete lançador o foguete Delta 7925H. O propulsor de íons deverá ser utilizado para as operações de aproximação junto aos protoplanetas, também para elevar e para diminuir a altitude de órbita da sonda.
Em 30 de junho de 2015, Dawn experimentou uma falha de software quando ocorreu uma anomalia em seu sistema de orientação. Ela respondeu, entrando em safe mode e enviando um sinal para engenheiros, que arrumaram o erro em 2 de julho de 2015. Os engenheiros determinaram a causa da anomalia estava relacionada com o sistema mecânico cardan associada a um dos motores iônicos de Dawn. Depois de mudar para um motor de iões separado e a realização de testes, os engenheiros certificaram a capacidade de continuar a missão. A partir de 17 de julho de 2015, a Dawn estava manobrando para sua terceira fase de ciência órbita.
Em junho de 2018, atingiu sua menor órbita, percorrendo a superfície a apenas 35 quilômetros de distância.

## Os protoplanetas
O que a missão Dawn procura saber é como o tamanho e a quantidade de água determinou a evolução dos planetas. Ceres e Vesta são os corpos celestes que devem responder a esta questão, pois são os mais massivos dos protoplanetas do Cinturão de Asteroides, que não puderam vingar devido à sua formação nas proximidades do gigante Júpiter, que suga toda matéria próxima de sua órbita não permitindo a criação de corpos celestes maiores. Ceres aparenta ter bastante água congelada e enquanto que Vesta é um protoplaneta seco. Ceres pode ter atividade hidrológica e processos de crescimento e de recuo de suas capas polares constituídas de gelo. No entanto, Vesta pode ter rochas altamente magnéticas como as rochas de Marte. Ceres aparenta ter uma permanente e tênue atmosfera que a distinguiria dos outros demais protoplanetas e é mesmo de longe o asteroide mais massivo do cinturão.
As três principais metas científicas a serem seguidas nesta missão são:
- Primeiro: procurar entender como foi o início da formação do Sistema Solar, procurando entender como estes objetos foram formados;
- Segundo: a sonda Dawn procurará entender a natureza da formação de seus corpos para entender como a Terra foi formada;
- Terceiro: Procurar saber por que dois pequenos planetas seguiram caminhos evolucionários tão diferentes e entender o que controlou esta evolução.

Os dados obtidos dos dois protoplanetas com o auxílio dos dados coletados de Mercúrio, Terra e Marte serão utilizados para entender a formação do Sistema Solar.

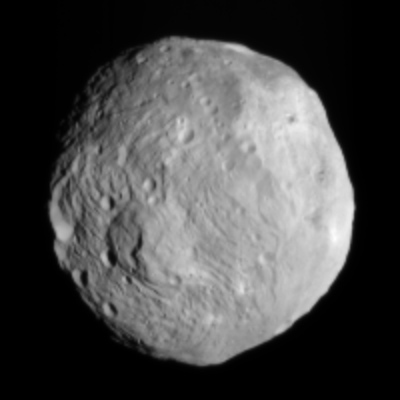
Imagem de Vesta tirada pela Dawn em 9 de julho de 2011.

- Vesta é um asteroide brilhante que recebeu o nome de uma antiga deusa romana dos lares e é o único asteroide que pode ser visto a olho nu. Foi encontrada por Heinrich Olbers, em 29 de Março de 1807.  É o segundo maior protoplaneta conhecido do Sistema Solar e o quarto a ser descoberto. Sua revolução em torno do Sol é de 3,6 anos terrestres e tem um diâmetro médio de 520 km. Sua superfície aparenta ser coberta de rocha basáltica.

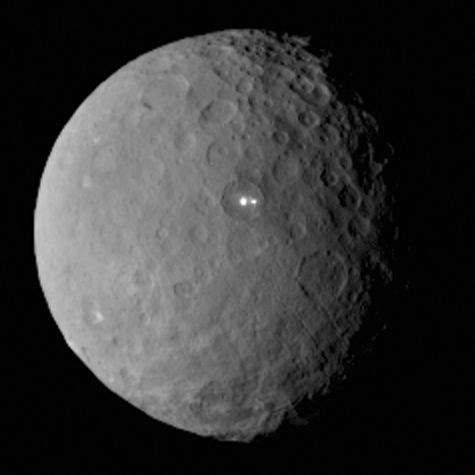
Imagem de Ceres tirada pela Dawn em 19 de fevereiro de 2015.

- Ceres é um asteroide maior que Vesta e foi o primeiro protoplaneta a ser descoberto. Seu nome vem da deusa romana que representa a mãe da terra. Foi descoberta por Giuseppe Piazzi do Observatório de Palermo, em 1 de Janeiro de 1801. Ceres completa a sua revolução em torno do Sol em 4,6 anos terrestres e tem um diâmetro estimado de 960 km, porém as observações a este corpo celeste foram curtas devido a enfermidade de Giuseppe Piazzi.

Carl Friedrich Gauss, que tinha a idade de 24 anos, resolveu uma sistema de 17 equações lineares e conseguiu determinar a órbita de Ceres e isso permitiu a sua redescoberta, que foi um fato notável para aquela época. Apos um ano de observações, ambos Heinrich Olbers e Franz von Zach foram capazes de localizar Ceres.

## Sumário da missão
- Gerente da missão: Jet Propulsion Laboratory.
- Missão: Programa Discovery da NASA.
- Performance: Orbitar e atingir a dois asteroides – Com uma altitude de no máximo de 4 500 km e no mínimo de 25 km dos asteroides.
- Propulsão: Motor iônico alimentado por energia solar.
- Geração de energia: 10 kW na Terra e 1,4 kW em Ceres.
- Massa: 1 237 kg no lançamento.
- Duração da missão: 10 anos.
- Etapa atual: Em órbita de Ceres.
- Data de lançamento: 27 de Setembro de 2007.
- Foguete utilizado: Delta II modelo 2925H.

## Vesta
Dawn aproximou-se de Vesta, o instrumento "Framing Camera" (Câmera de enquadramento) tirou imagens de alta resolução progressivamente, que foram publicadas on-line e nas conferências da NASA e MPI. Em 3 de maio de 2011, a Dawn adquiriu sua primeira imagem dos alvos, a 1,2 milhão de km de Vesta, e iniciou sua abordagem ao asteroide.

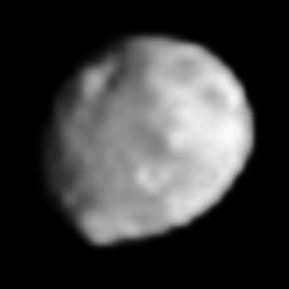
14 de junho de 2011 265,000 km (164,663 mi)
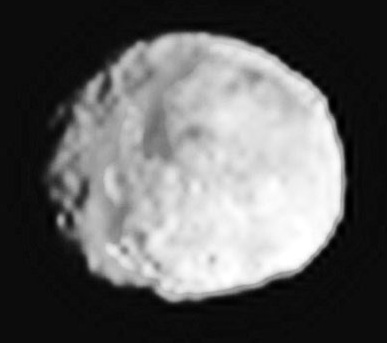
24 de junho de 2011 152,000 km (94,448 mi)
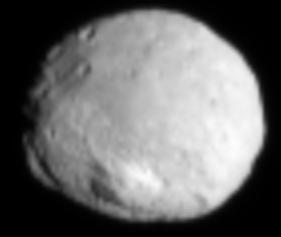
1 de julho de 2011
100,000 km (62,137 mi)
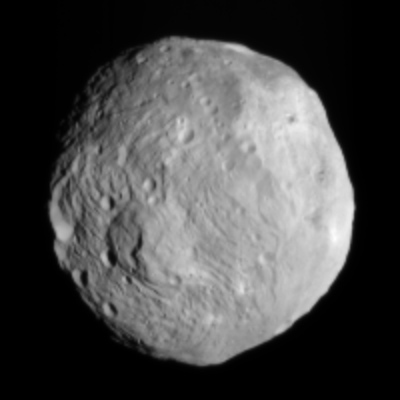
9 de julho de 2011
41,000 km (25,476 mi)

Em 12 de junho, a velocidade da Dawn em relação ao Vesta foi reduzida em preparação para a inserção orbital, 34 dias depois. Dawn foi programada para ser inserida, com seus motores de íons, em órbita às 05h00 UTC em 16 de julho. Porque sua antena foi apontada para longe da Terra durante o empuxo, os cientistas não puderam confirmar imediatamente se Dawn fez ou não sucesso a manobra. A espaçonave, então, se reorientaria e deveria fazer check-in às 06h30 UTC de 17 de julho de 2011. A NASA confirmou mais tarde que recebeu telemetria da Dawn indicando que a espaçonave entrou com sucesso em órbita ao redor de Vesta.

### Em órbita
Depois de ser capturada pela gravidade de Vesta e entrar em sua órbita em 16 de julho de 2011. Dawn moveu-se para uma órbita mais baixa, mais próxima, usando seu motor de xenônio usando energia solar. Em 2 de agosto, ele fez uma pausa em sua abordagem em espiral para entrar em uma órbita de pesquisa de 69 horas a uma altitude de 2 750 km. Ele assumiu uma órbita de mapeamento de 12,3 horas em alta altitude a 680 km em 27 de setembro e finalmente entrou em órbita de mapeamento de baixa altitude de 4,3 horas a 210 km em 8 de dezembro.

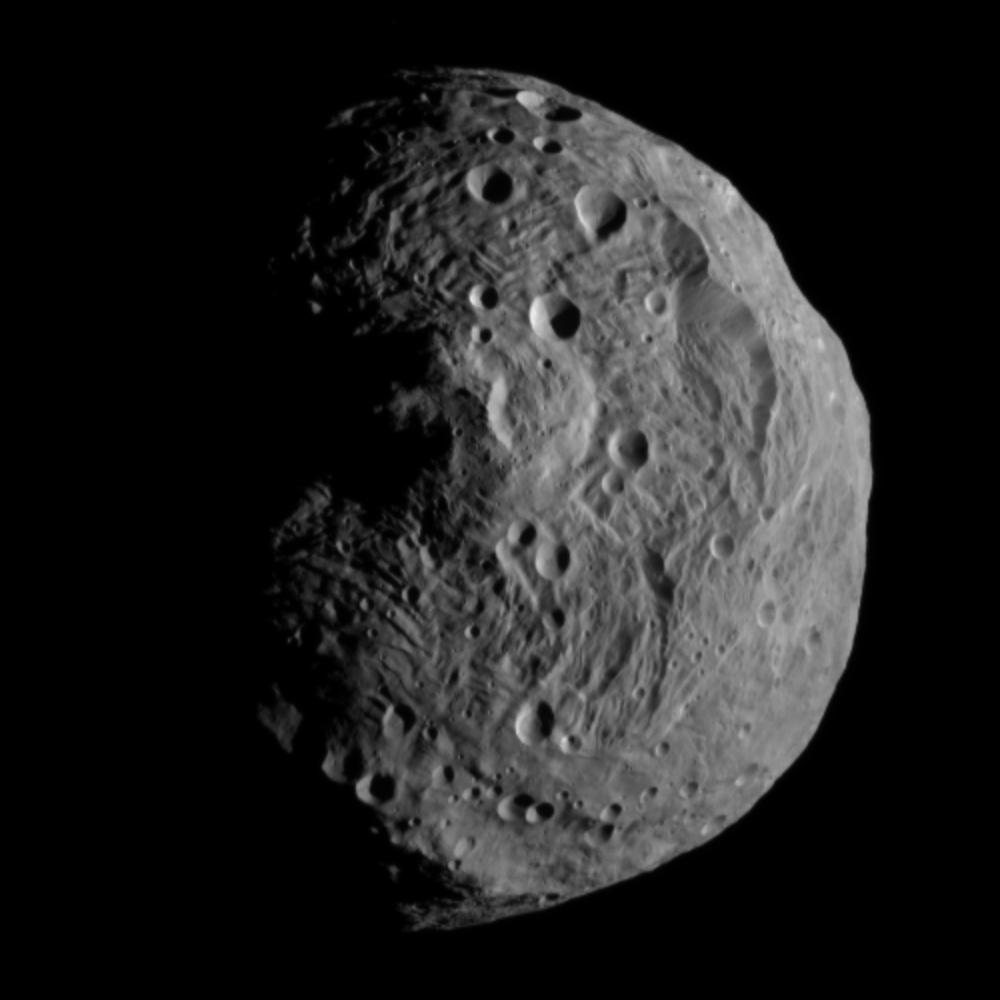
17 de julho de 2011 16,000 km (9,942 mi)
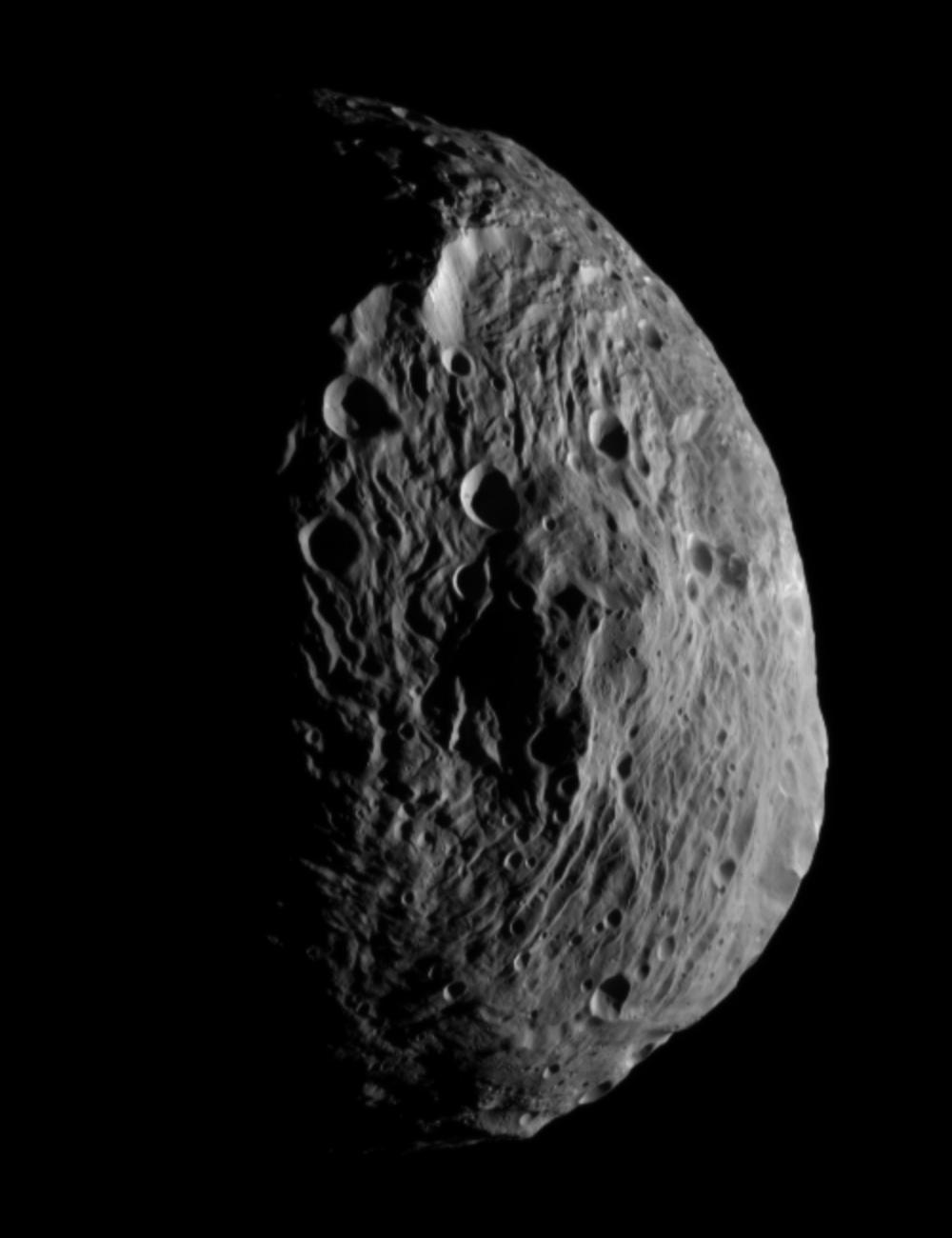
18 de julho de 2011 10,500 km (6,524 mi)
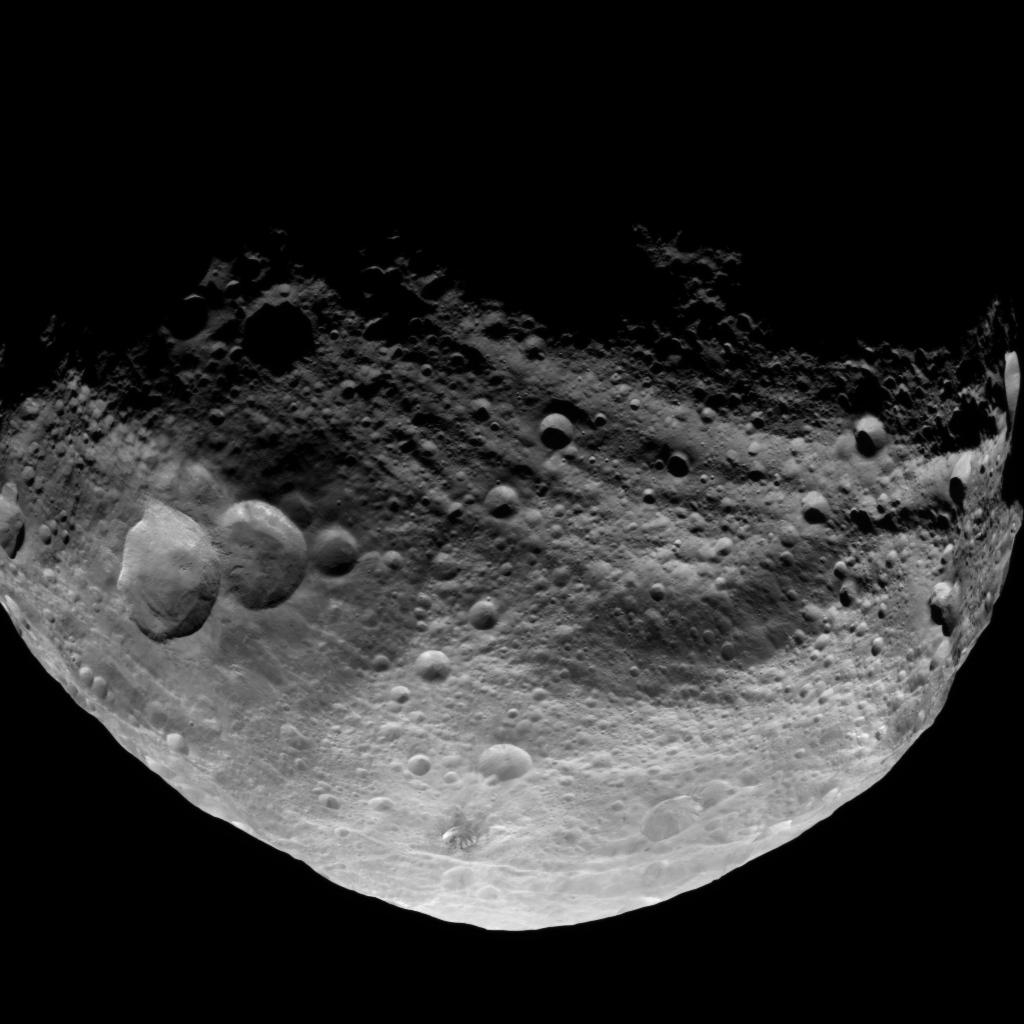
23 de julho de 2011 5,200 km (3,231 mi)
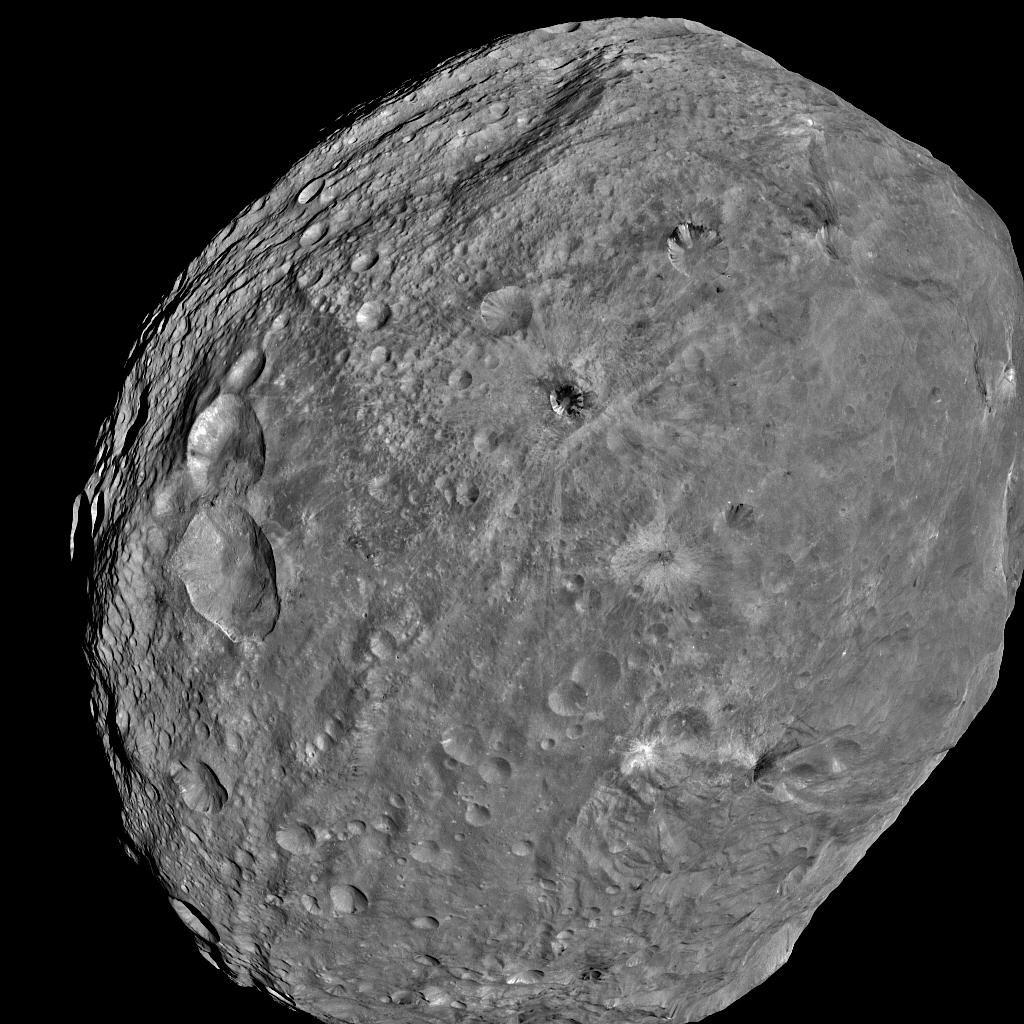
24 de julho de 2011 5,200 km (3,231 mi)

### Resultados
Em maio de 2012, a NASA divulgou os resultados preliminares do estudo de Dawn sobre o Vesta, incluindo estimativas do tamanho do núcleo rico em metais de Vesta, teorizado como tendo 220 km de diâmetro. Além disso, os cientistas da NASA afirmaram que pensam que Vesta é o "último de seu tipo" - o único exemplo remanescente dos planetoides que se juntaram para formar os planetas rochosos durante a formação do Sistema Solar.

## Instrumentos científicos da sonda
No momento os instrumentos estão sendo fabricados e testados em diversos países e posteriormente serão integrados na sonda Dawn. Abaixo a relação de alguns dos instrumentos e o local onde está sendo fabricados ou avaliados.
- Fabricação da câmera:  German Aerospace Center, DLR, Institute of Space Sensor Technology and Planetary Exploration, Berlim.
- Mapeamento do espectrômetro: Institute for Astrophysics in Space , Roma.
- Fabricação do espectrômetro de raios gamas e de neutrons: Los Alamos National Laboratory, Estados Unidos.
- Equipamento de rádio: Jet Propulsion Laboratory, Estados Unidos.

## Principais características da nave espacial

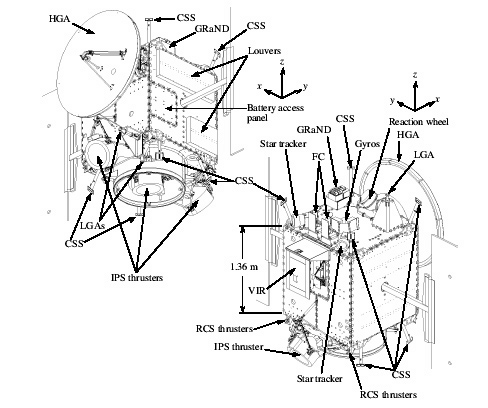
Diagrama da Sonda Dawn

- Todos os subsistemas eram redundantes e já foram sido utilizados em sondas já lançadas anteriormente.[25]
- Sistema de propulsão alimentado por painéis solares que forneceu energia elétrica para o mesmo motor iônico já testado pelo JPL na missão Deep Space 1[26]
- Equipamento eletrônico de amplificação de 100 watts, para direcionamento, telemetria e sistemas de comando, utilizando uma antena fixa de alto-ganho de 1,5 m, auxiliada por antenas de médio-ganho e por antenas bidirecionais, todos usando os pequenos transponder utilizados na missão Deep Space 1.
- Painéis solares móveis que forneceram 10 kW de energia.
- Sistema de voo com controle de altitude usado na missão Orbview e no Topex/Poseidon, missão de levantamento topográfico dos oceanos e de análise do espectro ultravioleta.
- Sistema de impulso simples que utilizou apenas como propelente a hidrazina, que forneceu uma força de impulso de 0,9 N, sendo o mesmo motor utilizado pela sonda Indostar.
- Usou o mesmo sistema de comando e de gerenciamento de dados já utilizados na sonda Orbview.
- Usou o mesmo software de voo, sendo modular e do tipo multitarefa, já utilizado na missão Orbview. Estrutura em alumínio com um novo painel para o Dawn aproveitando o que já foi utilizado na sonda Indostar.
- O sistema de propulsão empregado na Dawn foi primeiramente utilizado na missão Deep Space 1 e representa o topo de uma série de pesquisas que se iniciaram há cerca de 50 anos, com o desenvolvimento de motores elétricos iniciados por Doutor Wernher von Braun.

## Cronograma de voo[27]
- Lançamento da sonda Dawn: 27 de Setembro de 2007
- Chegada a Vesta: 16 de Julho de 2011
- Partida de Vesta: Julho de 2012
- Chegada a Ceres: Fevereiro de 2015
- Fim da missão: 1 de novembro de 2018

## Conclusão da missão
Um sobrevoo no asteroide 2 Palas depois da missão em Ceres ter sido completada foi sugerida, mas nunca formalmente considerada; orbitar Palas não teria sido possível para Dawn, devido à alta inclinação da órbita de Palas relativa à Ceres.
Em abril de 2016, a equipe do projeto Dawn enviou uma proposta à NASA para estender a missão, o que teria levado a nave sair da órbita de Ceres para realizar um sobrevoo no asteroide 145 Adeona em maio de 2019, argumentando que a ciência que seria ganhara ao visitar um terceiro asteroide poderia superar o retorno de ficar em Ceres. O painel de revisão da NASA's Planetary Mission Senior, entretanto, declinou a proposta em maio de 2016. Uma extensão de um ano foi aprovada, mas o painel de revisão ordenou que a Dawn ficasse em Ceres, declarando que as observações de longo prazo do planeta anão, particularmente ao aproximar-se do periélio, potencialmente retornaria uma ciência melhor.
A extensão de um ano acabou no dia 30 de junho de 2017. A nave foi colocada numa órbita não controlada, mas relativamente estável, ao redor de Ceres, onde ficou sem hidrazina no dia 1 de novembro de 2018, e onde vai ficar como um "monumento" por pelo menos 20 anos.
Após, onze anos, a missão Dawn foi oficialmente encerrada pela agência espacial dos EUA, já que os propulsores da nave "se secaram", fazendo com que a Dawn não consiga mais controlar sua orientação. Ainda, sua antena se afastou da direção que aponta para a Terra, com a comunicação entre a sonda e a NASA morrendo para sempre.

## Programa Discovery
A sonda Dawn seria a nona missão do programa de exploração espacial da NASA denominado de Programa Discovery. Que é um programa científico que estabeleceu metas para o desenvolvimento de missões de baixo custo para a pesquisa espacial.